# Ballongen spricker
Ballongen spricker är en svensk TV-serie i fem delar för barn från 1978. Serien bygger på en barnpjäs av Christina Nilsson (senare Nilsson Ramberg och Ramberg Nordenskiöld) i samarbete med Gustav Jonsson och Bo Bergstrand. Pjäsen var tänkt att kombineras med vuxenpjäsen Krukan är tom av samma författare. I TV-serien spelas barnrollerna av dockor med medföljande förare.